# Нефритовые чётки
«Нефри́товые чётки» — книга Бориса Акунина из серии «Приключения Эраста Фандорина». Книга имеет подзаголовок «Приключения Эраста Фандорина в XIX веке».
Сборник рассказов и небольших повестей раскрывает читателю, где был и что делал Эраст Петрович в промежутках между делами, описанными в предыдущих книгах серии.

## Посвящение
Автор посвящает книгу десяти писателям, под которых стилизованы рассказы и повести в сборнике:
- Санъютэю Энтё
- Эдгару Аллану По
- Жоржу Сименону
- Роберту Ван Гулику
- Артуру Конан Дойлю
- Патриции Хайсмит
- Агате Кристи
- Вашингтону Ирвингу
- Умберто Эко
- Морису Леблану

## Содержание
- Сигумо (рассказ, впервые был опубликован в книге Кладбищенские истории) — Йокогама, 1881

Рассказ относится ко времени службы Эраста Фандорина российским вице-консулом в Японии. При странных обстоятельствах в буддийском монастыре в Иокогаме умирает монах-отшельник Мэйтан, в прошлом — российский подданный и знакомый Фандорина. Ходят слухи, что причиной смерти Мэйтана стал Сигумо — гигантский оборотень, паук-вампир. Но Фандорин подозревает, что смерть отшельника имеет вполне земное объяснение, и затевает собственное расследование.
- Table-Talk 1882 года (рассказ) — Москва, 1882

Действие этого небольшого рассказа целиком происходит в московском салоне Лидии Николаевны Одинцовой вскоре после окончания дела о смерти М. Соболева. Один из посетителей, Архип Гиацинтович Мустафин, рассказывает произошедшую шестью годами ранее таинственную историю бесследного исчезновения одной из двух сестёр-близнецов, разгадать которую не удалось ни полиции, проводившей тщательное расследование, ни отцу — богатому князю, не пожалевшему денег на розыски. За разрешением тайны хозяйка обращается к Фандорину, причём между Одинцовой и Мустафиным тут же заключается пари по поводу того, сможет ли Эраст Петрович справиться с задачей. Фандорин не только распутывает загадку, не выходя из комнаты, но даже находит способ документально подтвердить правильность своего решения.
Сюжет заимствован из рассказа Дж. Д. Карра «Дом в Гоблинском лесу» из сборника «Департамент странных жалоб».
- Из жизни щепок (рассказ) — Москва, 1883

В своей московской конторе отравлен подсыпанным в чай мышьяком Леонард фон Мак, владелец крупной железнодорожной компании; погиб также секретарь Стерн, которого угостил хозяин, и ночной уборщик, хлебнувший барского чайку из оставленного чайника. Приглашённый из Санкт-Петербурга знаменитый сыщик Ванюхин сразу же заключил, что фон Мака убил из-за наследства старший сын Сергей, и ищет доказательства только этой версии. Сам Сергей убеждён, что убийца подослан Мосоловым, владельцем компании-конкурента. По просьбе фон Мака князь Долгоруков привлекает к делу Эраста Фандорина. Для изучения подозреваемых Фандорину приходится поработать в той же конторе под видом студента-железнодорожника, проходящего практику, а его слуге и другу, японцу Масе — наняться на работу в компанию Мосолова. Выясняется, что и Ванюхин, и фон Мак ошибались: миллионер был убит просто для того, чтобы сбить следствие с толку, истинной целью убийцы был секретарь, а причиной — неконтролируемая ревность одного из «маленьких людей», работавших в конторе.
Рассказ объясняет появление известного портрета Эраста Фандорина в мундире студента института инженеров путей сообщения, где он никогда не учился.
- Нефритовые чётки (рассказ) — Москва, 1884

На одном из приёмов у губернатора Фандорин узнаёт историю о таинственном двойном ограблении одной и той же ювелирной лавки: сначала преступники перерыли всю лавку, но взяли лишь пару дешёвых безделушек, а неделю спустя пришли вновь, хозяина буквально изрубили топором, перерыли всё, но взяли опять лишь какую-то мелочь. Заинтригованный, Фандорин берётся за расследование.
Рассказ содержит историю появления у Эраста Петровича нефритовых чёток.
- Скарпея Баскаковых (рассказ) — 1888 год.

Главный герой — Анисий Тюльпанов, помощник Эраста Фандорина.
В глухом подмосковном Пахринском уезде пресёкся древний род Баскаковых. Местные жители связывают произошедшее с фамильным волшебным животным семьи Баскаковых — змеёй Скарапеей. Находятся и те, кто якобы видел на местных болотах гигантскую змею. В уезде паника. Земское руководство жалуется в Москву на церковников, потакающих суевериям, церковники, в свою очередь — на безбожное земское руководство. Для выяснения обстоятельств дела по распоряжению Фандорина в деревню едет его помощник, губернский секретарь Анисий Тюльпанов. Пикантности ситуации добавляет то, что единственная наследница небогатого имения Баскаковых в одночасье превратилась в миллионершу — вскоре через уезд пройдёт железная дорога, а значит, начнётся масштабное дачное строительство, и ещё вчера ничего не стоившие земли можно будет продать за баснословные суммы.
Рассказывается о знакомстве Тюльпанова и Фандорина с Ангелиной Крашенинниковой, дочерью приказчика Баскаковой.
Сюжет «Собаки Баскервилей» Конан Дойля, перенесённый на русскую почву. Недаром начальные буквы «С» и «Б» в названиях книг совпадают.
- Одна десятая процента (рассказ) — Москва, 1890

На великосветской охоте под Москвой случайным выстрелом убит князь Боровской — его напарник, молодой Афанасий Кулебякин, перед охотой выпил лишку и взял неправильный прицел. Учитывая знатность виновника и неумышленный характер преступления, убийце грозит лишь штраф и церковное покаяние. Но случайный свидетель, егерь Антип Сапрыка, после злополучной охоты пришёл в полицию. Он утверждает, что «молодой барин» стрелял явно намеренно и прицельно. Проблема в том, что не просматривается никакого мотива: Кулебякин и Боровской познакомились лишь накануне, никаких конфликтов между ними быть не могло. Обер-полицеймейстер Шуберт просит помощи Фандорина. Занявшись этим деликатным делом, Фандорин обнаруживает, что дядя, от которого Кулебякин и унаследовал своё гигантское состояние, умер в Петербурге во время званого обеда при весьма подозрительных обстоятельствах, так что Афанасия от подозрений в отравлении спасло только твёрдое алиби, а обедавших в обществе его дяди — отсутствие видимых мотивов для убийства. В руки Фандорина случайно попадает единственная улика, позволяющая установить возможную взаимосвязь между этими двумя смертями. Но рассказ не имеет концовки, и остаётся неизвестным, удалось ли Фандорину на основании этой единственной улики привлечь преступников к суду.
См. также: Патриция Хайсмит, «Случайные попутчики», экранизация — Незнакомцы в поезде
- Чаепитие в Бристоле (рассказ) — Бристоль, 1891

После резкого отказа августейшей особе («Статский советник») Фандорин выдворен за пределы родной страны и вынужден в бедности проживать временно в Бристоле. Снимая комнату у пожилой англичанки, мисс Палмер, он вместе с ней успешно расследует пропажу фамильного сокровища знатной английской семьи. Именно это дело, а точнее — полученное за него вознаграждение наводит Фандорина на мысль, что расследование преступлений можно сделать бизнесом.
Фамилия старушки мисс Палмер является анаграммой фамилии мисс Марпл (Palmer — Marple).
- Долина Мечты (повесть) — Сплитстоун, Вайоминг, 1894

Эраст Фандорин, вольнослушатель Массачусетского технологического института, приобретает в Соединённых Штатах славу частного детектива. Руководитель агентства Пинкертона просит русскую знаменитость помочь одному из американских миллионеров, выходцу из России, в приобретении крупного земельного участка, где орудует банда разбойников.
См. также Легенда о Сонной Лощине.
- Перед концом света (повесть) — село Богомилово, Архангельская губерния, 1897

В России объявляется государственная перепись населения. В имперской глубинке, где процветает старообрядчество, на фоне подготовки к этому процессу происходит череда загадочных суицидальных ритуалов самозакапывания. Свидетель происходящего Эраст Петрович Кузнецов (псевдоним, под которым Фандорин нелегально появляется на Родине) вместе с группой полезных помощников (среди которых бывший старообрядец, психолог, полицейский урядник) пытается предотвратить катастрофу всероссийского масштаба.
- Узница башни, или Краткий, но прекрасный путь трёх мудрых (повесть) — замок Во-Гарни, Бретань, 1899/1900. Среди действующих персонажей фигурируют Шерлок Холмс, доктор Уотсон и Арсен Люпен.

Иронический детектив о том, как в последнюю ночь XIX века столкнулись в соперничестве два великих сыщика и не менее великий мошенник… Холмс и Уотсон, а также Фандорин и Маса противостоят гению криминального мира Арсену Люпену. По ходу сюжета каждый из участников делает правильные выводы и совершает ошибки, но в итоге оказывается, что ни один из трёх мудрых не получил того, что хотел.

## Отзывы
Литературный критик Галина Юзефович о книге:
Коллекция изящных детективных рассказов — не столько захватывающих, сколько показывающих мастерство писателя во владении самыми разными видами и подвидами детективного жанра. 